# Tarabulida mugambii
Espèce
Tarabulida mugambii est une espèce de solifuges de la famille des Daesiidae.

## Distribution
Cette espèce est endémique du Kenya.

## Description
Le mâle holotype mesure 16 mm et la femelle paratype 21 mm.

## Étymologie
Cette espèce est nommée en l'honneur de Joseph Mugambi.

## Publication originale
- Reddick, Warui & Wharton, 2010 : A new species of Tarabulida (Solifugae: Daesiidae) from Kenya, with the first complete description of a male of the genus. Journal of Arachnology, vol. 38, no 3, p. 495-503 (texte intégral).